# Бельфонт (Пенсільванія)
Бельфонт (англ. Bellefonte) — місто (англ. borough) в США, в окрузі Сентр штату Пенсільванія. Населення — 6105 осіб (2020).

## Географія
Бельфонт розташований за координатами 40°54′51″ пн. ш. 77°46′6″ зх. д. / 40.91417° пн. ш. 77.76833° зх. д. (40.914123, -77.768342). За даними Бюро перепису населення США в 2010 році місто мало площу 4,79 км², уся площа — суходіл.

## Демографія
Згідно з переписом 2010 року, у селищі мешкало 6187 осіб у 2837 домогосподарствах у складі 1496 родин. Густота населення становила 1291 особа/км². Було 3038 помешкань (634/км²).
Расовий склад населення:
| - 96,3 % — білих - 1,5 % — чорних або афроамериканців - 0,5 % — азіатів - 0,1 % — корінних американців |

До двох чи більше рас належало 1,3 %. Частка іспаномовних становила 1,4 % від усіх жителів.
За віковим діапазоном населення розподілялося таким чином: 18,4 % — особи молодші 18 років, 64,5 % — особи у віці 18—64 років, 17,1 % — особи у віці 65 років та старші. Медіана віку мешканця становила 39,5 року. На 100 осіб жіночої статі у селищі припадало 89,0 чоловіків; на 100 жінок у віці від 18 років та старших — 87,9 чоловіків також старших 18 років.
Середній дохід на одне домашнє господарство становив 54 982 долари США (медіана — 42 364), а середній дохід на одну сім'ю — 67 357 доларів (медіана — 58 070). Медіана доходів становила 40 341 долар для чоловіків та 38 174 долари для жінок. За межею бідності перебувало 15,1 % осіб, у тому числі 21,8 % дітей у віці до 18 років та 17,8 % осіб у віці 65 років та старших.
Цивільне працевлаштоване населення становило 3105 осіб. Основні галузі зайнятості: освіта, охорона здоров'я та соціальна допомога — 28,2 %, мистецтво, розваги та відпочинок — 13,5 %, роздрібна торгівля — 12,8 %.